# Rhyacophila aphrodite
Rhyacophila aphrodite är en nattsländeart som beskrevs av Malicky 1975. Rhyacophila aphrodite ingår i släktet Rhyacophila och familjen rovnattsländor. Inga underarter finns listade i Catalogue of Life.